# Erythroxylum novogranatense
La coca colombiana (Erythroxylum novogranatense), es un arbusto de la familia Erithroxylaceae. Es, junto con E. coca, la coca, —llamada coca boliviana o coca huánuco para diferenciarlas—, una de los dos especies de las que se extrae cocaína.

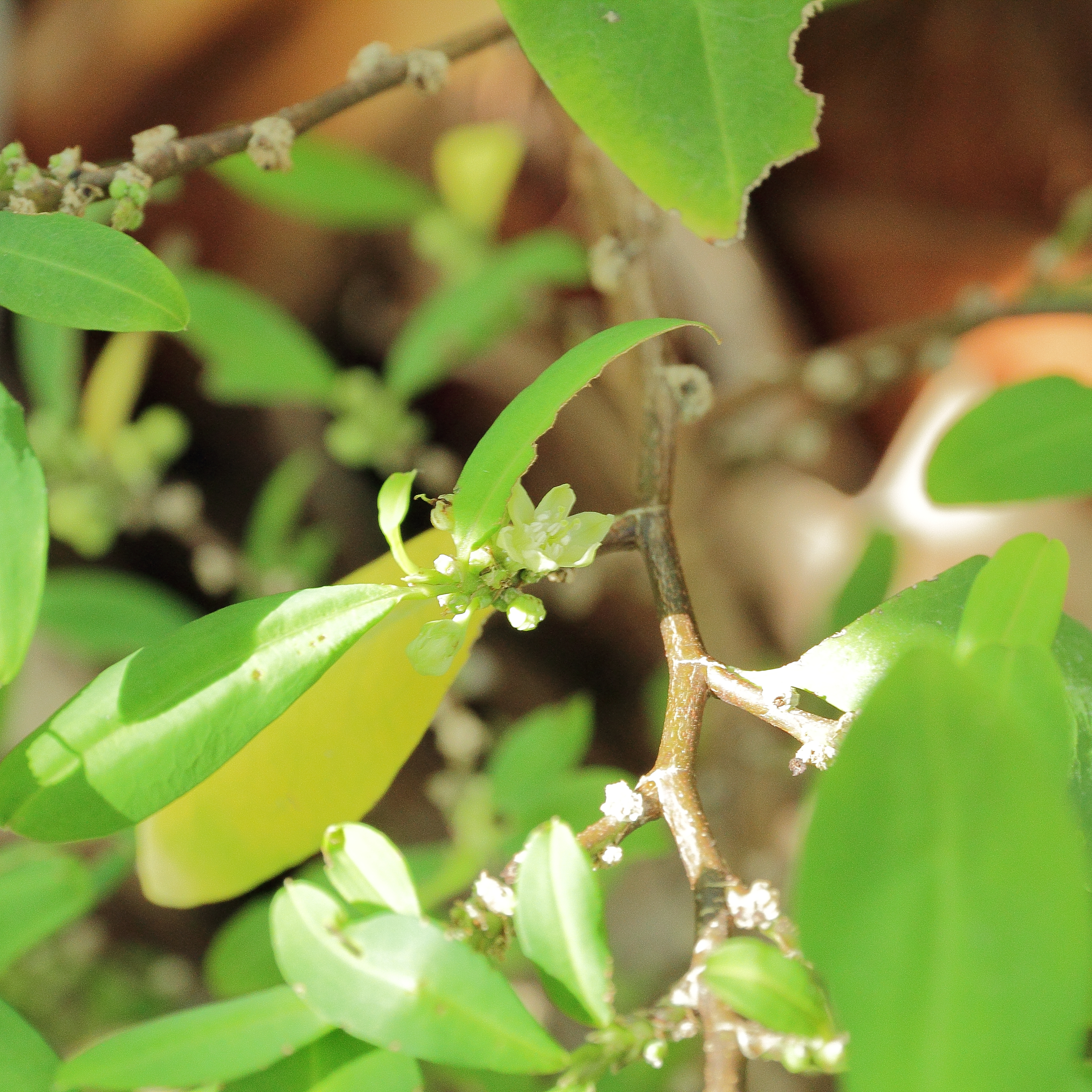
Vista de la planta

## Descripción
Son arbustos o árboles pequeños, que alcanzan un tamaño hasta 6 m de alto, perennifolios, casi siempre con ramitas en zigzag, sin lenticelas; plantas hermafroditas. Hojas oblongas u oblongo-elípticas, 2.5–7.5 cm de largo y 1.2–3.6 cm de ancho, ápice obtuso o redondeado, base aguda a atenuada, envés generalmente con las 2 líneas paralelas y/o con el panel central conspicuo, membranáceas, verde translúcidas cuando secas; estípulas brevemente persistentes y pronto marchitándose, 2.5–3.5 mm de largo, nervadura no estriada, ápice obtuso con 2 setas diminutas. Flores 1–3 (–10) por nudo, en las axilas de las ramitas de la estación en curso, con o sin hojas, pedicelos 3–7(–12) mm de largo; cáliz con lobos angostos a ampliamente ovados; tubo estaminal más corto o de la misma longitud del cáliz. Drupa 8–13 mm de largo y 4–7 mm de diámetro, endocarpo ovoide a elipsoide, redondeado a obtuso en el ápice, desigualmente 4-acostillado.

## Distribución y hábitat
Es una planta nativa del neotrópico con presencia en Colombia y Panamá.

## Taxonomía
Erythroxylum novogranatense fue descrita por (Morris) Hieron y publicado en Botanische Jahrbücher für Systematik, Pflanzengeschichte und Pflanzengeographie 20(Beibl. 49): 35. 1895.
Etimología
Erythroxylum: nombre genérico
novogranatense: epíteto que se deriva del latín: novo (nuevo) y granatense (Granada). Fue nombrada por William Turner Thiselton-Dyer, el tercer director del Real Jardín Botánico de Kew, porque su país de origen era el virreinato de Nueva Granada, hoy Colombia.
Sinonimia
- Erythroxylum coca var. novogranatense D.Morris
- Erythroxylum coca var. spruceanum Burck

var. truxillense (Rusby) Plowman
- Erythroxylum hardinii E.Machado
- Erythroxylum truxillense Rusby[5]

## Importancia económica y cultural

### Contenido de cocaína por variedad
En un extenso estudio, el contenido de cocaína de las hojas de E. coca var. coca (30 muestras) se encontró que varían desde 0.23 hasta 0.96%, con una media de 0.63%, mientras que el contenido de cocaína en E. coca var. ipadu (6 muestras) fue menor: 0.11-0.41%, con un promedio de 0.25%. E. novogranatense var. novogranatense (3 muestras) contenía 0.55-0.93% de cocaína, con un promedio de 0.77% y E. novogranatense var. truxillense (14 muestras) 0.42-1.02%, con una media de 0.72%.

### Otros alcaloides
Fikenscher en un estudio de 1958 identificó nicotina en plantas jóvenes y raíces y tallos adultas de coca de Java comercial (E. novogranatense var. novogranatense). El alcaloide fue identificado utilizando cromatografía en capa fina y reacciones de color.

## Forma de consumo masivo
E. novogranatense puede beberse en forma de té de coca y es consumida de forma regular por la población de algunos países de América del Sur. Además, los turistas que visitan estos países pueden comprar el té en bolsitas y regresar con ellas a sus países de origen. Se ha estimado que entre 1984 y 1989, más de 22 millones de bolsitas de té de coca se vendieron en el Perú. Tan solo en 1990, según las estimaciones, se vendieron aproximadamente 5.7 millones de sacos de té de coca, y más de medio millón de estas bolsitas fueron compradas por turistas estadounidenses. 

## Consideración sanitaria
El té de coca se empaqueta a menudo en porciones individuales como bolsitas de té que contienen de aproximadamente 1 g de material vegetal. El consumo de té de coca da lugar a la ingestión de cocaína y otros alcaloides. Por lo tanto, es importante que los funcionarios de salud y el público en general de ser consciente de que el consumo de té de coca puede resultar en la producción de una prueba de orina positiva para metabolitos de cocaína.